# 安道壹

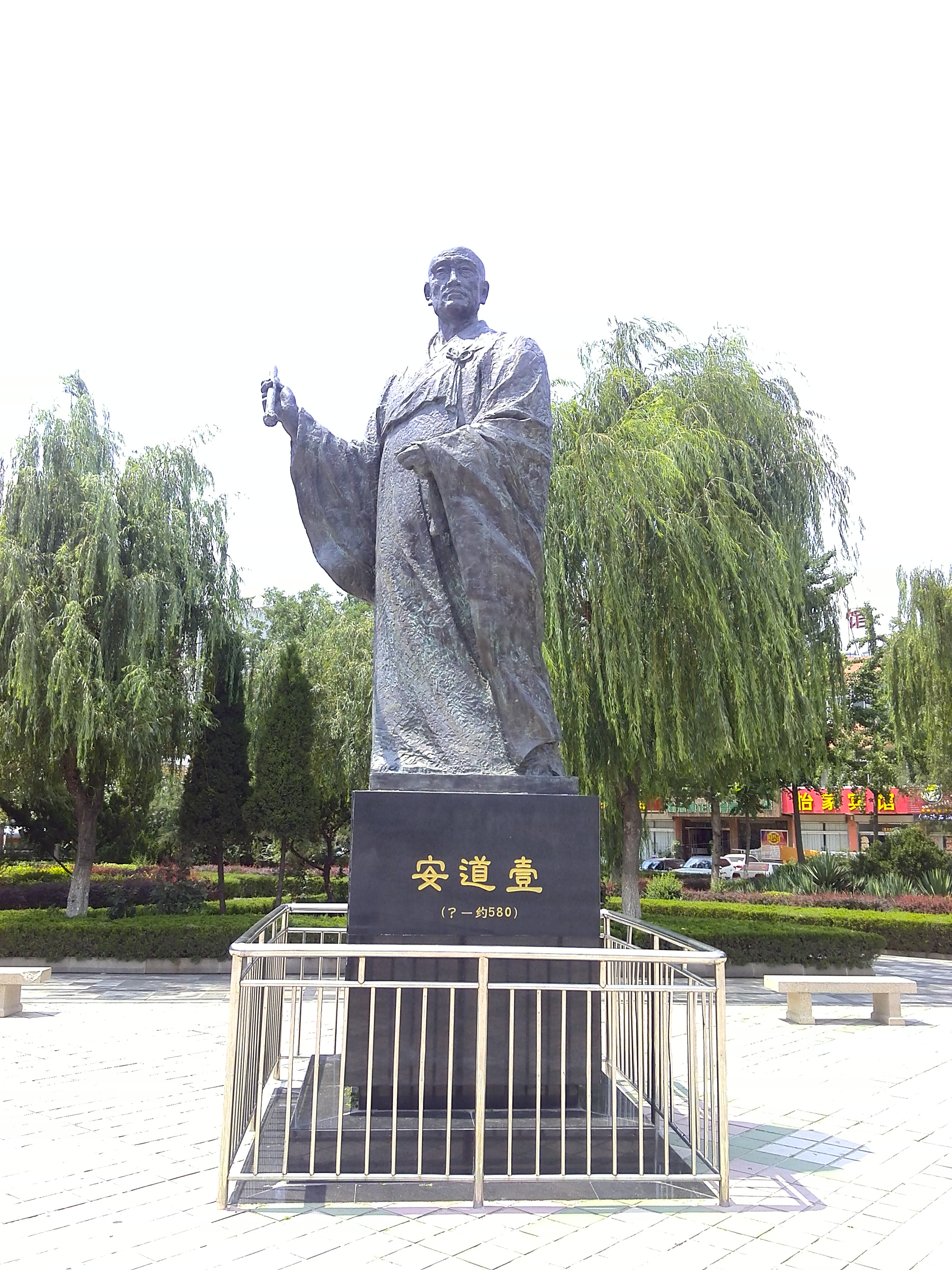
安道壹像

安道壹，也称僧安道壹或安道一，山东东平人，禅宗北派僧人，北齐大书法家。后人评价他的书法“精跨羲诞，妙越英繇”。
他认为“缣竹易销，皮纸易焚；刻在高山，永留不绝”，因此在高山上刻经以保留经文。

## 作品
- 洪顶山摩崖刻经
- 峄山摩崖刻经
- 洪范池镇摩崖石刻